# La Rete
Ruch na rzecz Demokracji – Sieć (wł. Movimento per la Democrazia – La Rete, La Rete) – włoska centrowa partia polityczna, działająca w latach 1991–1999.

## Historia
Partia została założona w marcu 1991. Powołał je były burmistrz Palermo Leoluca Orlando, zaangażowany w działalność antymafijną. W 1992 ugrupowanie samodzielnie wystartowało w wyborach krajowych, uzyskując około 1,9% głosów i 12 mandatów w Izbie Deputowanych XI kadencji. W przedterminowych wyborach dwa lata później partia współtworzyła lewicową koalicję Sojusz Postępowców, zdominowaną przez postkomunistów. Przy znowelizowanej ordynacji i podobnym poparciu wprowadziła 6 posłów do niższej izby włoskiego parlamentu XII kadencji. W tym samym roku Leoluca Orlando został jedynym przedstawicielem La Rete w Parlamencie Europejskim, działając w grupie zielonych. W 1996 kandydaci partii startowali w ramach Drzewa Oliwne, uzyskując parę mandatów. W 1999 ugrupowanie zostało rozwiązane, przyłączając się do Demokratów.